# Anarchy in the U.K.
Anarchy in the U.K. (с англ. — «Анархия в Соединённом Королевстве») — дебютный сингл панк-рок-группы Sex Pistols, выпущенный 26 ноября 1976 года. Это второй вышедший в Великобритании панк-роковый сингл, после «New Rose» The Damned.
Сингл стал единственной записью Sex Pistols, выпущенной EMI; он занял 38 место в UK Singles Chart до того, как EMI расторгли контракт с группой 6 января 1977 года. Позже песня вошла на диск Never Mind the Bollocks, Here's the Sex Pistols. Слова песни нигилистичны; а Великобритания сравнивается с рядом экстремистских организаций, в то время существовавших: MPLA, UDA, IRA.
Журнал Rolling Stone поставил её на 53 место в списке 500 величайших песен всех времён. В 2007 году оставшиеся участники группы перезаписали песню для включения в игру Guitar Hero III, так как оригинальный мастер-трек не был найден.

## Кавер-версии
- Франкоязычная версия песни, озаглавленная «L’Anarchie pour l’UK», вошла на саундтрек к фильму Великое рок-н-ролльное надувательство.
- Песня была записана Megadeth для альбома 1988 года «So Far, So Good... So What!». В качестве приглашённого гитариста в записи поучаствовал Стив Джонс из Pistols. Этот трек был выпущен синглом.
- В 1991 году песню записали Mötley Crüe.
- На концертах песню иногда исполняла группа Public Image Ltd., образованная Джонни Роттеном после распада Sex Pistols.
- Была перепета на Русском языке группой Панки По Пьянке и где она называлась «Анархия в РФ».
- Анна Цутия исполнила эту песню для аниме-сериала «NANA» (2006).
- Отрывки песни звучит в композиции «Рок`н`ролл закінчився...» группы Коммунизм.

## Видео
- YouTube: Anarchy in the U.K.